# Pino Presti
Pino Presti, seudónimo de Giuseppe Prestipino Giarritta, (Milán, Italia, 23 de agosto de 1943) es un bajista, arreglista, compositor, director de orquesta y productor italiano. Su ámbito de interés musical abarca el pop, el jazz, el funk y la música latina. Ha trabajado junto a reconocidas personalidades de la música internacional como Mina, Astor Piazzolla (fue él que creó y tocó la línea de bajo de la famosa composición Libertango), Gerry Mulligan, Quincy Jones, Wilson Pickett, Shirley Bassey, Aldemaro Romero, Franco Cerri, Severino Gazzelloni, Maynard Ferguson, Oscar Valdambrini o Stéphane Grappelli. Es considerado uno de los más importantes arreglistas-directores en el panorama musical italiano.  Artista marcial, es cinturón negro quinto dan en Karate Shotokan.

## Discografía Selecta

### Álbum
- 1st Round (1975)[10]
- On The Lifeline (1985)
- Maja Andina (1990)
- A La Costa Sud (2009)
- Cafè Ipanema (2011)
- Shirley Bunnie Foy - 60th Anniversary (2013)
- Deep Colors (2014)
- Sharade (2023) Juno Records
- 1st Round - Digital Remastered (2024) Planet Records
- Soulful Touches (2025) Pino Presti - Soulful Touches

### Sencillos
- Rimani ancora/Oh! Jenny (1964)

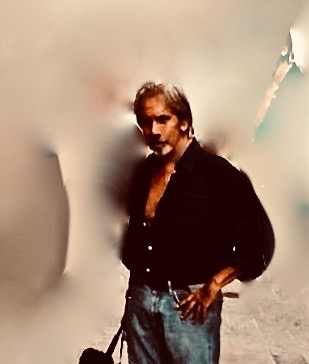
Pino Presti, agosto 2021
Foto y Pintura digital de Tania Cantone

- In un posto fuori dal mondo/Messaggio d'amore  (1969)
- Karin/No sabe (1970)
- Smile/L'estate di Laura (1975)
- Funky Bump/C.so Buenos Ayres (1976)
- Shitân Disco Shitân (1977)
- Sundown (1978)
- You Know The Way part I/You Know The Way part II (1979)
- You Know The Way 12" 33 ⅓ RPM (1980)
- Money (That What I Want) 12" 33 ⅓ RPM (1980)
- Dancing Nights/And I Love Her (1983)
- Ya No Puedo Vivir (The Bush Remixes) 12" 33 ⅓ RPM (1991)
- Once Again Now" 12" 33 ⅓ RPM (1992)
- Divine 12" 33 ⅓ RPM (2001)
- Feel Like a Woman (2005)
- Jazz Carnival (2015)
- Funky Bump (Unreleased Original Extended Version)/Funky Bump (Original 7" Version) (2015)
- Disco Shitân (Long Version) (2015)
- You Know The Way (Disco Version by Tee Scott) (2016)
- To Africa / Soul Makossa EP (2017)
- Pino Presti Featuring Roxy Robinson - You Know Why EP (2018)
- Lookin’For (Digital version) (2018)
- Stefano Ritteri Featuring Pino Presti - Come Back To Me EP (2020)
- Mina Arranger Pino Presti - Finali Strumentali EP (2025)

#### ConMina(Álbumes)bajista
- Dedicato a mio padre  (1967)
- Mina alla Bussola dal vivo  (1968)
- Quando tu mi spiavi in cima a un batticuore (1970)
- Del mio meglio (1971)

#### Con Mina (Álbumes)bajista, arrenglista, director
- Mina (1971)

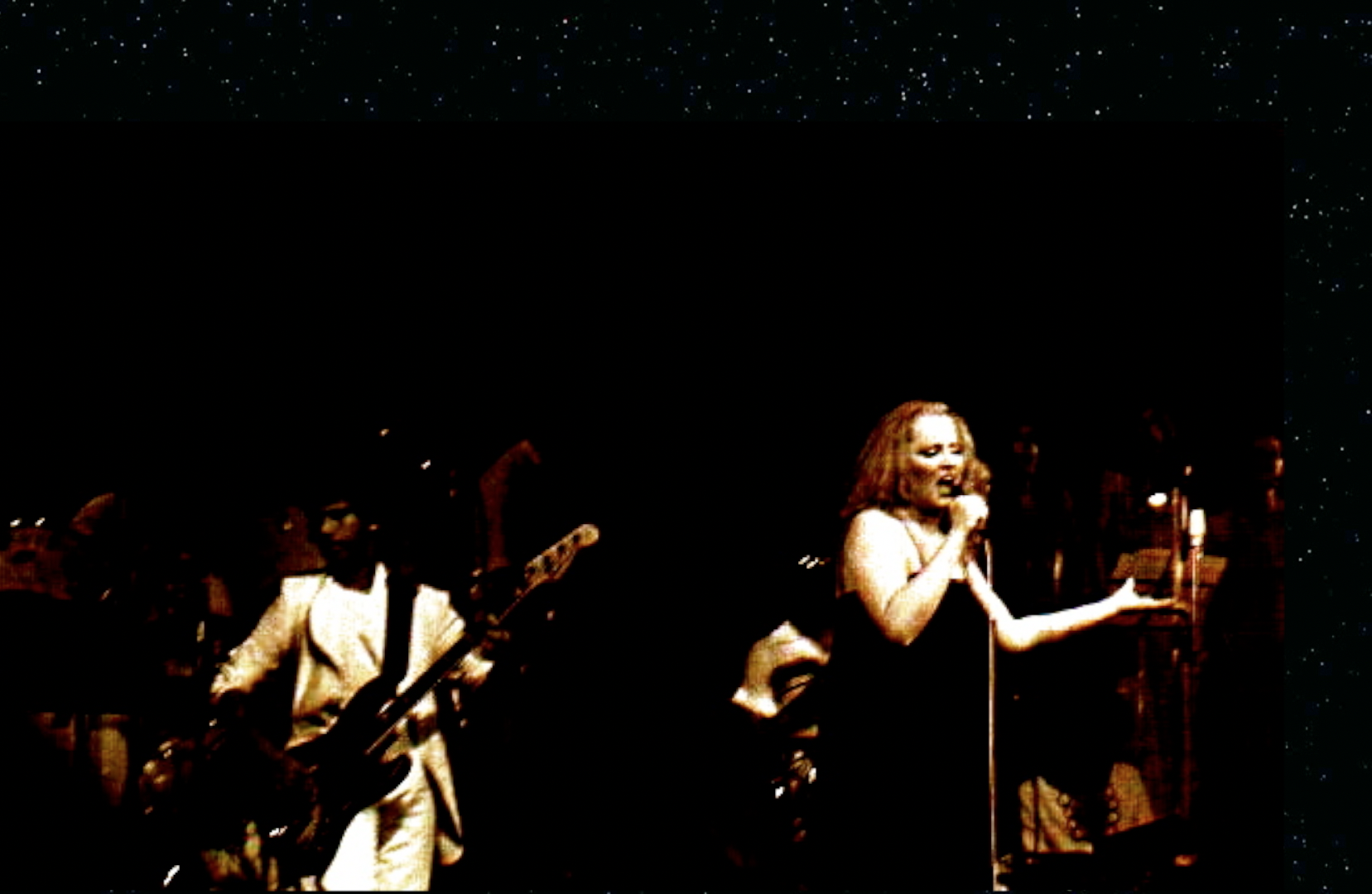
Bajista, arreglista, director de orquesta durante el último concierto de Mina en verano de 1978.

- Cinquemilaquarantatre (1972)* Altro (1972)
- Del mio meglio n. 2 (1973)
- Frutta e verdura (1973)
- Amanti di valore (1973)
- Mina (1974 álbum) (1974)
- Baby Gate (1974)
- Del mio meglio n. 3 (1975)
- La Mina (1975)
- Singolare (1976)
- Del mio meglio n. 4 (1977)
- Mina con bignè (1977)
- Minantologia (1977)
- Di tanto in tanto (1978)
- Mina live '78 (1978)
- Del mio meglio n. 6 live (1981)
- Del mio meglio n. 8 (1985)
- Del mio meglio n. 9 (1987)
- Oggi ti amo di più (1988)
- Ridi Pagliaccio (1988)
- Mazzini canta Battisti (1994)
- Mina Studio Collection (1998)
- Mina Love Collection (2000)
- Colección Latina (2001)
- The Platinum Collection (2004)
- Platinum Collection 2 (2006)
- The Best of Platinum Collection (2007)
- Je suis Mina  (2011)
- Yo soy Mina 2011)
- I am Mina (2011)
- The Collection 3.0 (2015)
- Tutte le migliori (2017)
- Paradiso (Lucio Battisti Songbook) (2018)
- Mina Live alla Bussola 1968-1978 (2024)

#### Con Mina (Sencillos)bajista, arreglista, director
- Grande grande grande (1971)

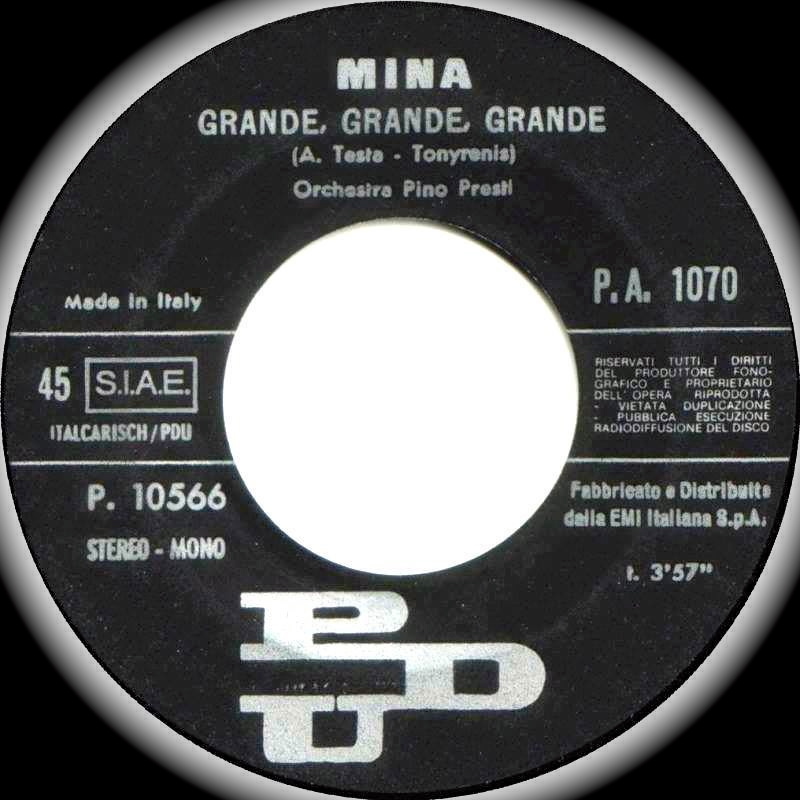
Label de Grande, Grande, Grande, uno de los mayores éxitos de la carrera de Mina, arreglado y dirigido por Pino Presti

- Fiume azzurro (Sobreviviré) (1972)
- Domenica sera (Domingo de noche) (1973)
- E poi... (1973)
- Lamento d'amore (1973)
- La scala buia (Me siento libre) (1974)
- L'importante è finire (Lo importante es sentir) (1975)
- Nuda (1976)
- Città vuota (1978)

#### Con Augusto Martelli (Álbumes)bajista
- L'Orchestra di Augusto Martelli dal vivo (1969)
- Black Sound From White People (1972)
- The Real McCoy (1974)

#### ConSeverino Gazzelloni(Álbumes)bajista, arreglista, director
- Il Flauto d'oro di Severino Gazzelloni in Pop (1983)

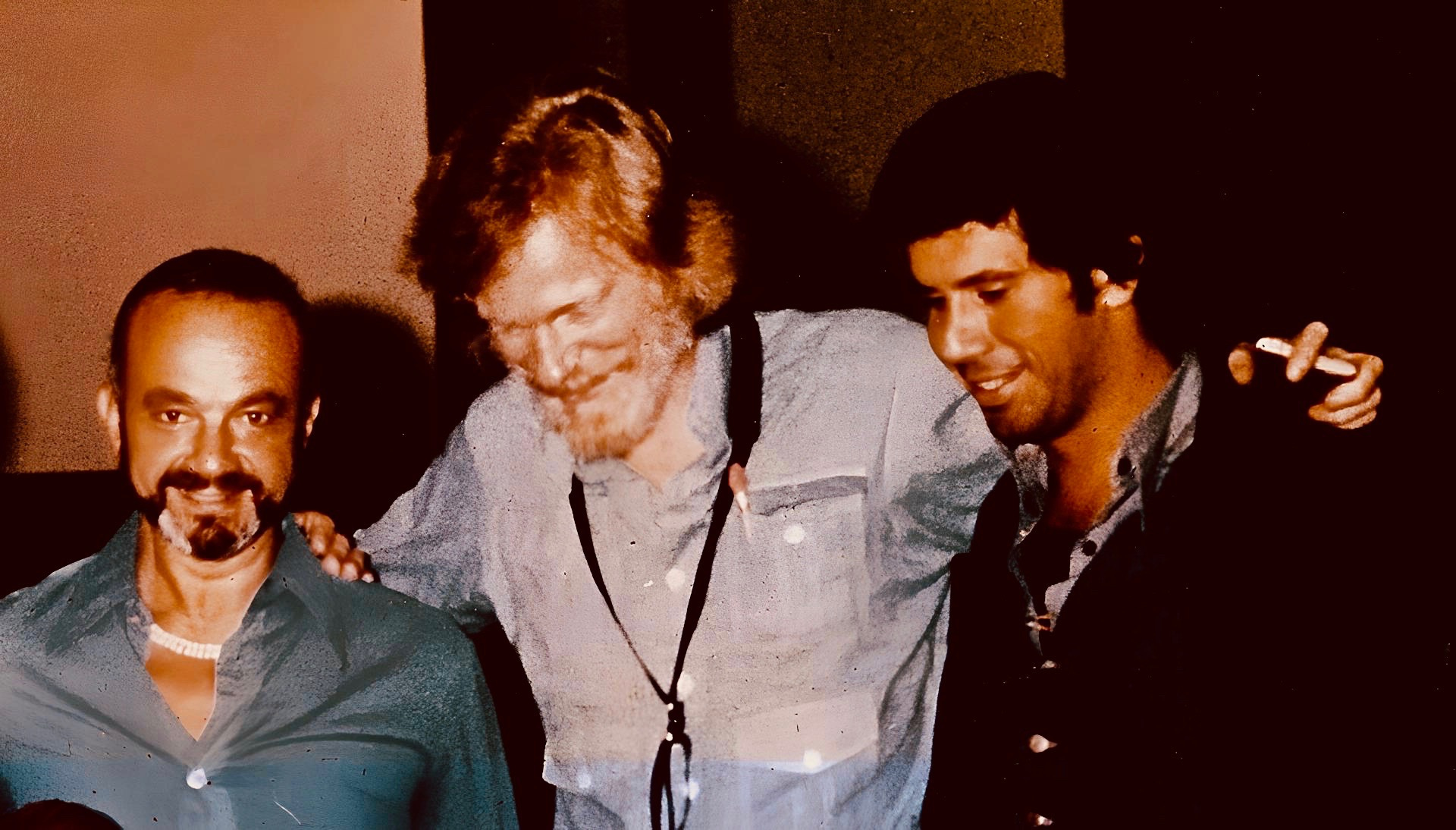
Pino Presti con Gerry Mulligan y Astor Piazzolla durante la grabación de Summit-Reunion Cumbre, 1974

#### ConAldemaro Romero(Álbumes)bajista
- La Onda Máxima (1972)
- Onda Nueva Instrumental (1976)

#### ConAstor Piazzolla(Álbumes)bajista
- Libertango (1974)
- Summit-Reunion Cumbre (1974)
- Lumière / Suite Troileana (1976)

#### ConGerry Mulligan(Álbumes)bajista
- Summit-Reunion Cumbre (1974)
- Gerry Mulligan meets Enrico Intra (1975)

#### ConShirley Bassey(Álbumes)bajista

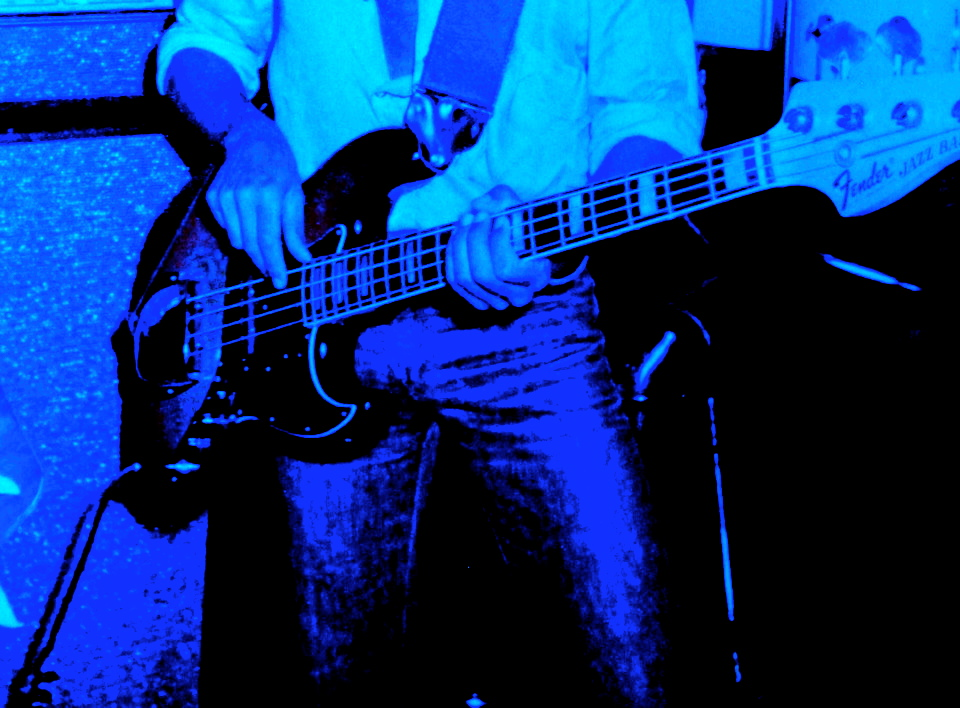
Pino Presti en 1978

- This is my life (La vita) (1968)

#### Con Shirley Bassey  (Sencillos)bajista
- La vita/Without A Word (1968)
- Domani domani/Pronto sono io  (1968)
- Yes/To Give (1968)
- E' giorno/If You Go Away  (1968)
- Chi si vuole bene come noi/Epirops (1968)
- Com'è piccolo il mondo/Manchi solo tu (1968)
- Concerto d'autunno/You Are My Way Of Life (1969)
- Ora che sei qui/Something (1970)

#### Con Franco Cerri (Álbumes)bajista
- 12 Bacchette per una chitarra (1966)
- Metti una sera Cerri (1973 - reeditado en CD en 2004)

#### Con Enrico Intra  (Álbumes)bajista
- Gerry Mulligan meets Enrico Intra (1976)
- Dissonanza-Consonanza (1999)

#### Con Pérez Prado  (Álbumes)bajista
- Love Child (re- editado en 2014)
- Escándalo (re- editado en 2014))

#### ConQuincy Jones(Sencillos)bajista
- Cara Fatina/Lettera a Pinocchio (artista Tony Renis) (1964; reeditado en CD en 1983)
- Non preoccuparti/Adesso ricomincerei (artista Lara Saint Paul) (1973)

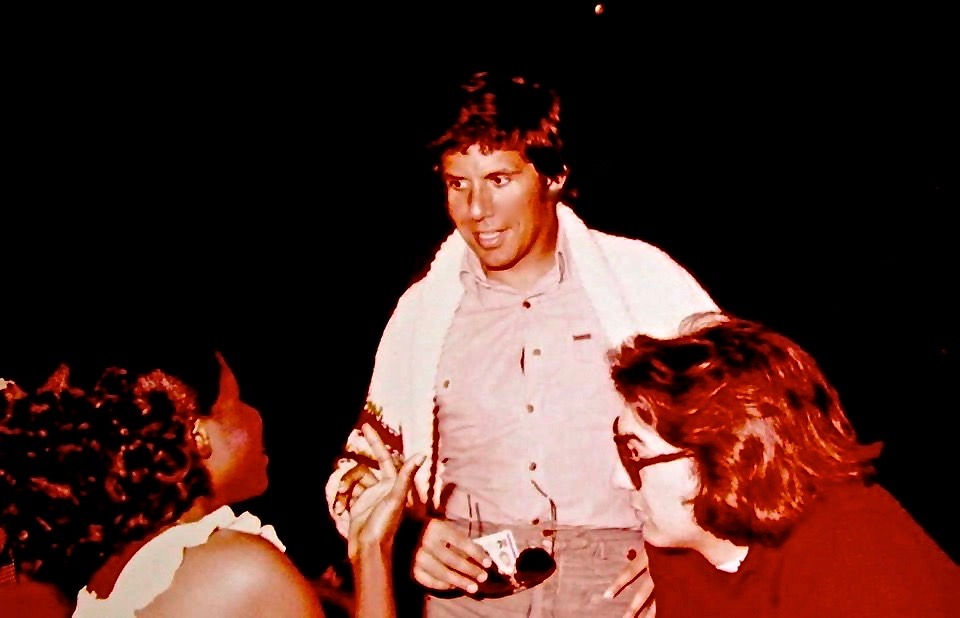
Pino Presti con Randy Crawford y Tullio De Piscopo "Festival Mallorca 1975"

#### Colaboraciones con otros artistas
Wilson Pickett, Giorgio Gaber, Ornella Vanoni, Gino Paoli, Bruno Lauzi, Fabrizio De André, Sergio Endrigo, Mia Martini, Maynard Ferguson, Stéphane Grappelli, Oscar Valdambrini, Enzo Jannacci, Franco Battiato, Adriano Celentano, Milva, Tullio De Piscopo, Ellade Bandini, Pino Donaggio, Gigliola Cinquetti, Caterina Caselli, Bobby Solo, Fausto Leali, Michele, Ivan Graziani, Loredana Bertè, Eartha Kitt, Caterina Valente,  Shirley Bunnie Foy, Bill Conti, Pino Daniele, Angelo Branduardi, Rino Gaetano, Banco del Mutuo Soccorso...

## Artes marciales
Presti ha entrenado en Karate Shotokan y Goshindo con el maestro Hiroshi Shirai desde 1967 hasta 1985. También ha trabajado en varias ocasiones con otros reconocidos maestros japoneses como Taiji Kase, Hidetaka Nishiyama, Keinosuke Enoeda, Takeshi Naito, Hideo Ochi. Es cinturón negro 5º dan, obtenido en Roma en 1987.